# Sarcochilus spathulatus
Sarcochilus spathulatus är en orkidéart som beskrevs av Richard Sanders Rogers. Sarcochilus spathulatus ingår i släktet Sarcochilus och familjen orkidéer. Inga underarter finns listade i Catalogue of Life.